# Isabella van Croÿ (1856-1931)
Isabella Hedwig Francisca Natalie van Croÿ (Dülmen, 27 februari 1856 – Boedapest, 5 september 1931) was een prinses van Croÿ-Dülmen en later door haar huwelijk aartshertogin van Oostenrijk.
Isabella was een dochter van hertog Rudolf van Croÿ en diens echtgenote, Natalie de Ligne. Ze trad op 8 oktober 1878 in het huwelijk met aartshertog Frederik van Oostenrijk. Isabella ondersteunde haar man, die een carrière had in het leger en een grote erfenis van zijn oom Albrecht van Oostenrijk-Teschen beheerde, in alles wat hij deed. Hiernaast stond ze aan het hoofd van hun huishouden en droeg ze de zorg van hun negen kinderen. Ze gaf veel om haar medemens en probeerde hun leven te vergemakkelijken; ze stichtte een aantal scholen en stimuleerde de muziek van de Roma. Ze hield van fotografie en tennis.
Uitgerekend op de privétennisbaan van Isabella en haar echtgenoot voltrok zich in 1898 een schandaal. Daar werd namelijk het gouden zakhorloge van hun aartshertog Frans Ferdinand (neef van keizer Frans Jozef I en diens opvolger), die daar enkele weken doorbracht, gevonden. In het horloge trof men echter geen afbeelding van zijn dochter, maar een portret van hun hofdame, Sophie Chotek. Het drama was pas echt compleet, toen Frans Ferdinand haar twee jaar later trouwde. Het paar werd in 1914 vermoord.
Isabella stierf op 5 september 1931 te Boedapest. Haar echtgenoot werd later bij haar begraven. 

## Kinderen
Isabella en Frederik hadden negen kinderen, van wie de acht oudsten meisjes waren:
- Maria Christina Isabelle Natalie (1879-1962), gehuwd met erfprins Emanuel van Salm-Salm
- Maria Anna (1882-1940), gehuwd met Elias van Bourbon-Parma (een zoon van hertog Robert I van Parma)
- Maria Henriëtte (1883-1956), gehuwd met prins Gottfried van Hohenlohe-Waldenburg-Schillingsfürst
- Natalie Maria Theresia (1884-1898)
- Stephanie Maria Isabelle (1886-1890)
- Gabriella Maria Therese (1887-1954), ongetrouwd gestorven
- Isabella (1887-1973), gehuwd met prins George van Beieren (een zoon van Leopold van Beieren)
- Alice (1893-1962), gehuwd met Frederik Hendrik, baron Waldbott van Bassenheim
- Albrecht Frans Josef Karel Frederik George Hubert Maria (1897-1955), volgde zijn vader op als hertog van Teschen